# Pliezhausen
Pliezhausen ist eine Gemeinde in Baden-Württemberg, die zur Region Neckar-Alb und zur europäischen Metropolregion Stuttgart gehört.

## Geografie

### Geografische Lage
Pliezhausen liegt zwischen dem Neckar und dem Schönbuch, etwa acht Kilometer nördlich der Kreisstadt Reutlingen.

### Nachbargemeinden
Folgende Städte und Gemeinden grenzen an die Gemeinde Pliezhausen, sie werden im Uhrzeigersinn beginnend im Norden genannt und gehören zum Landkreis Reutlingen bzw. zu den Landkreisen Esslingen¹ und Tübingen²: Walddorfhäslach, Altenriet, Neckartenzlingen¹, Reutlingen, Kirchentellinsfurt², Tübingen² und Dettenhausen².

### Gemeindegliederung

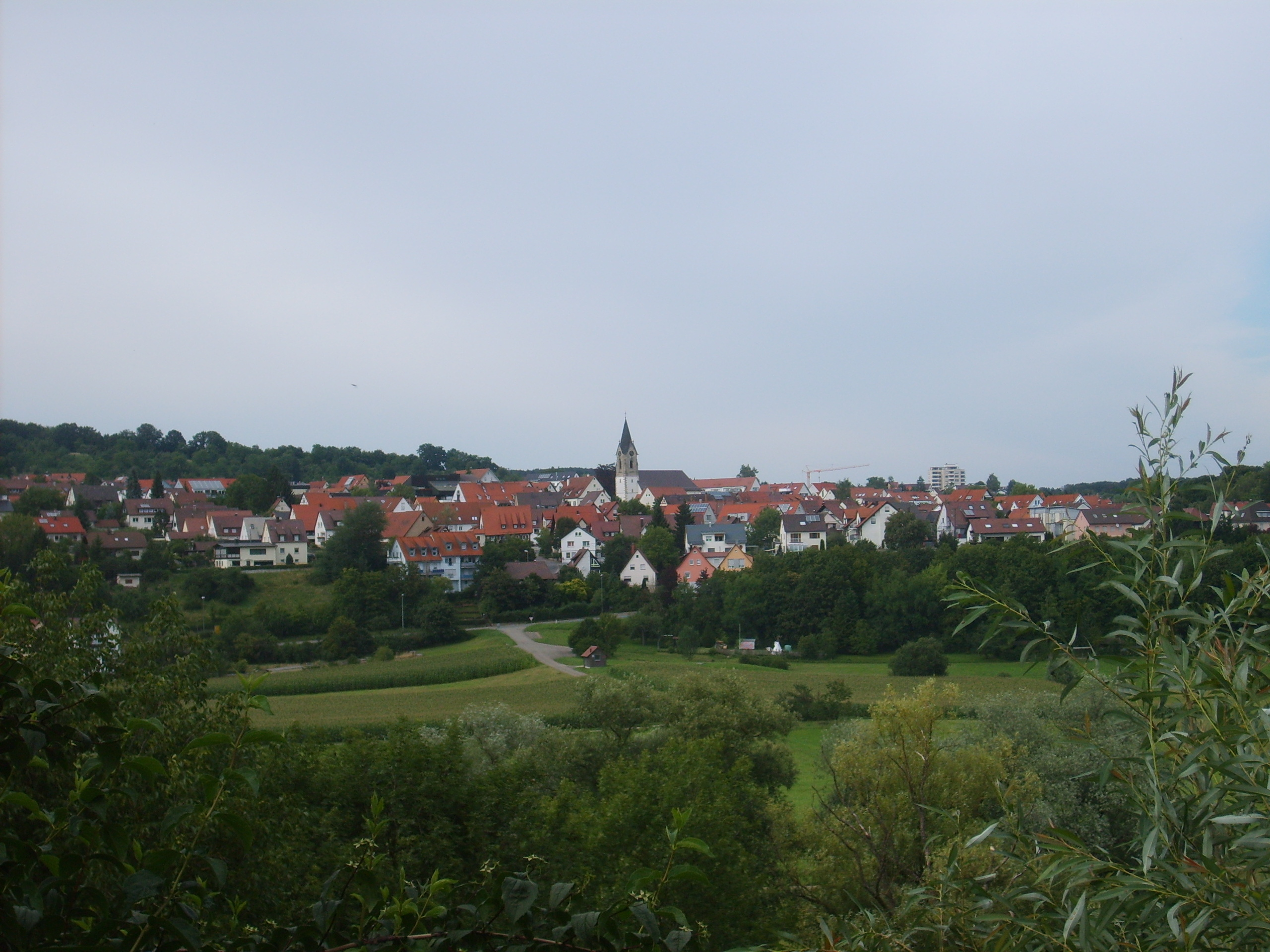
Die Ortslage von Pliezhausen

Die ursprüngliche Gemeinde Pliezhausen besteht aus den Ortsteilen Pliezhausen, Dörnach und Gniebel. Nach der Eingemeindung von Rübgarten am 9. Mai 1975 entstand die Gemeinde Pliezhausen in der heutigen Form. Die Ortsteile sind räumlich identisch mit den früher selbstständigen Gemeinden gleichen Namens, die offizielle Benennung der drei zuletzt genannten erfolgt in der Form „Pliezhausen-…“. Sie bilden zugleich Wohnbezirke im Sinne der baden-württembergischen Gemeindeordnung, und mit Ausnahme des Ortsteils Pliezhausen sind in den Ortsteilen Ortschaften im Sinne der baden-württembergischen Gemeindeordnung mit jeweils eigenem Ortschaftsrat und Ortsvorsteher als dessen Vorsitzendem eingerichtet.
Zu den Ortsteilen Dörnach und Gniebel gehören jeweils nur die gleichnamigen Dörfer. Zum Ortsteil Pliezhausen gehören das Dorf Pliezhausen und die Häuser Im Weiher und Werkstätte an der Rübgartenstraße. Zum Ortsteil Rübgarten gehören das Dorf Rübgarten und die Häuser Reichenbachmühle.
Im Ortsteil Dörnach liegt die abgegangene Burg Mörsberg. Im Ortsteil Pliezhausen liegen die Wüstungen Bütensulz und Scherre und im Ortsteil Rübgarten liegt die abgegangene Burg Wildenau und der Weiler Wildenau.

### Schutzgebiete
Pliezhausen hat Anteile an den Landschaftsschutzgebieten Schönbuch im Westen und Mittleres Neckartal im Süden des Gemeindegebiets. Die Gewanne Wasserfall und Schelmenwald im Osten der Gemeinde gehören zum FFH-Gebiet Albvorland bei Mössingen und Reutlingen. Im Westen hat sie zudem Anteil am Vogelschutzgebiet Schönbuch und nahezu deckungsgleich am Naturpark Schönbuch.

## Geschichte

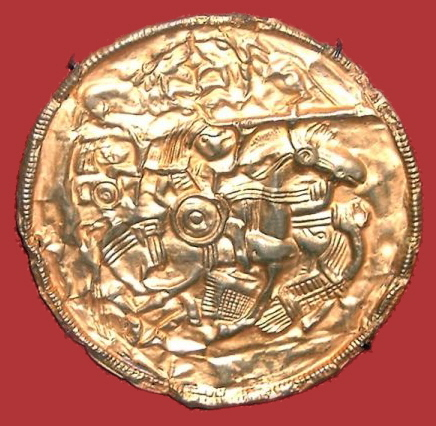
Reiterscheibe von Pliezhausen

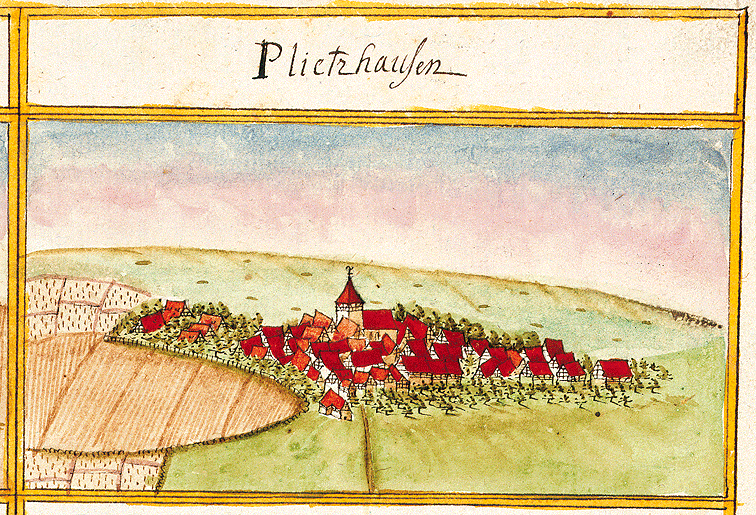
Pliezhausen 1683/1685 im Kieserschen Forstlagerbuch

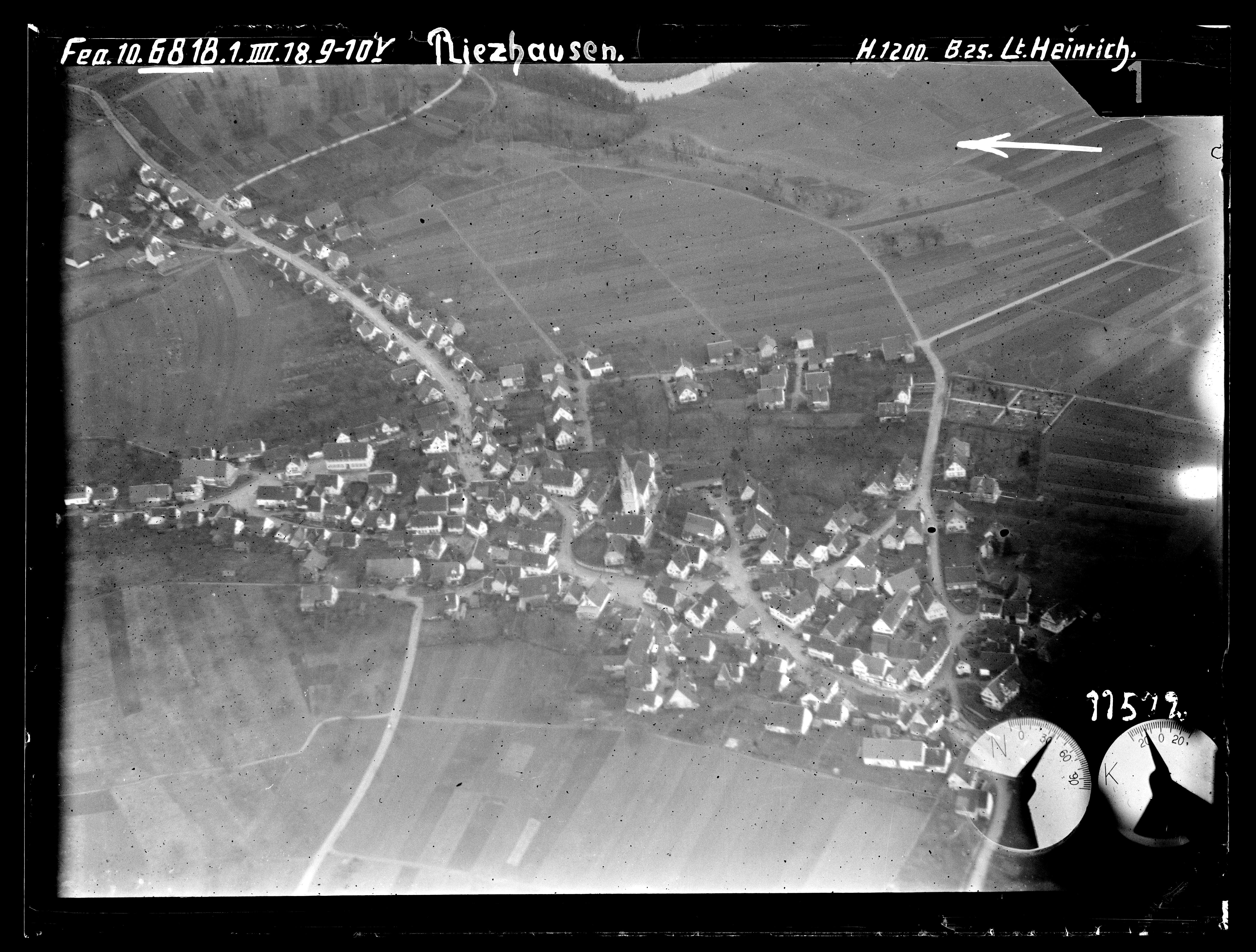
Luftbild von Pliezhausen, März 1918

### Pliezhausen
Auf der Gemarkung Pliezhausen wurde eine jungsteinzeitliche Siedlung aus der Zeit um 5000 v. Chr. nachgewiesen.
In einem alemannischen Frauengrab aus der Merowingerzeit wurde in Pliezhausen unter anderem die Reiterscheibe von Pliezhausen gefunden, die im Landesmuseum Württemberg in Stuttgart ausgestellt wird.
Pliezhausen wurde erstmals 1092 als „Plidolfeshusin“ urkundlich erwähnt. Es gehörte zunächst zur Grafschaft Achalm-Urach und kam im 13. Jahrhundert an Württemberg. 1609 verheerte die Pest den Ort, 40 Prozent der 300 Einwohner starben. Ab 1635 führte der Dreißigjährige Krieg zu weiteren Verwüstungen und Toten. Die Gemeinde gehörte ursprünglich zum Amt und seit 1758 zum Oberamt Urach, bei dem Pliezhausen auch nach der Umsetzung der neuen Verwaltungsgliederung im seit 1806 bestehenden Königreich Württemberg zunächst zugeordnet blieb. Im Jahre 1842 kam Pliezhausen zum Oberamt Tübingen und 1938 durch die Kreisreform während der NS-Zeit in Württemberg zum Landkreis Tübingen. Nach dem Zweiten Weltkrieg fiel Pliezhausen in die Französische Besatzungszone und kam somit 1947 zum neu gegründeten Land Württemberg-Hohenzollern, welches 1952 im Bundesland Baden-Württemberg aufging. Im Rahmen der Kreisreform in Baden-Württemberg gelangte Pliezhausen 1973 zum Landkreis Reutlingen.

### Ortsteile

#### Dörnach
Im Jahre 1334 wurde Dörnach erstmals urkundlich erwähnt. 1342 fiel die Gemeinde mit dem Gebiet der Pfalzgrafschaft Tübingen, zu der sie gehörte, an Württemberg. Seit dessen Einführung gehörte Dörnach zum Oberamt Tübingen. Dörnach wurde am 1. Dezember 1971 nach Pliezhausen eingemeindet.

#### Gniebel
Gniebel gehörte den Grafen von Zollern, die den Ort 1473 an Württemberg abgaben. Dort gehörte die Gemeinde zum Oberamt Tübingen. Gniebel wurde am 1. Dezember 1971 nach Pliezhausen eingemeindet.

#### Rübgarten
Die Gegend um Rübgarten gehörte ursprünglich zum Besitz der Volen von Wildenau und fiel mit der Pfalzgrafschaft Tübingen 1342 an Württemberg. Der Ort selbst wurde 1363 erstmals urkundlich erwähnt. Seit 1806 gehörte der Ort zum Oberamt Tübingen. Im Rahmen der Kreisreform Baden-Württemberg 1973 fiel Rübgarten an den Landkreis Reutlingen. Rübgarten wurde am 9. Mai 1975 nach Pliezhausen eingemeindet.

### Einwohnerentwicklung

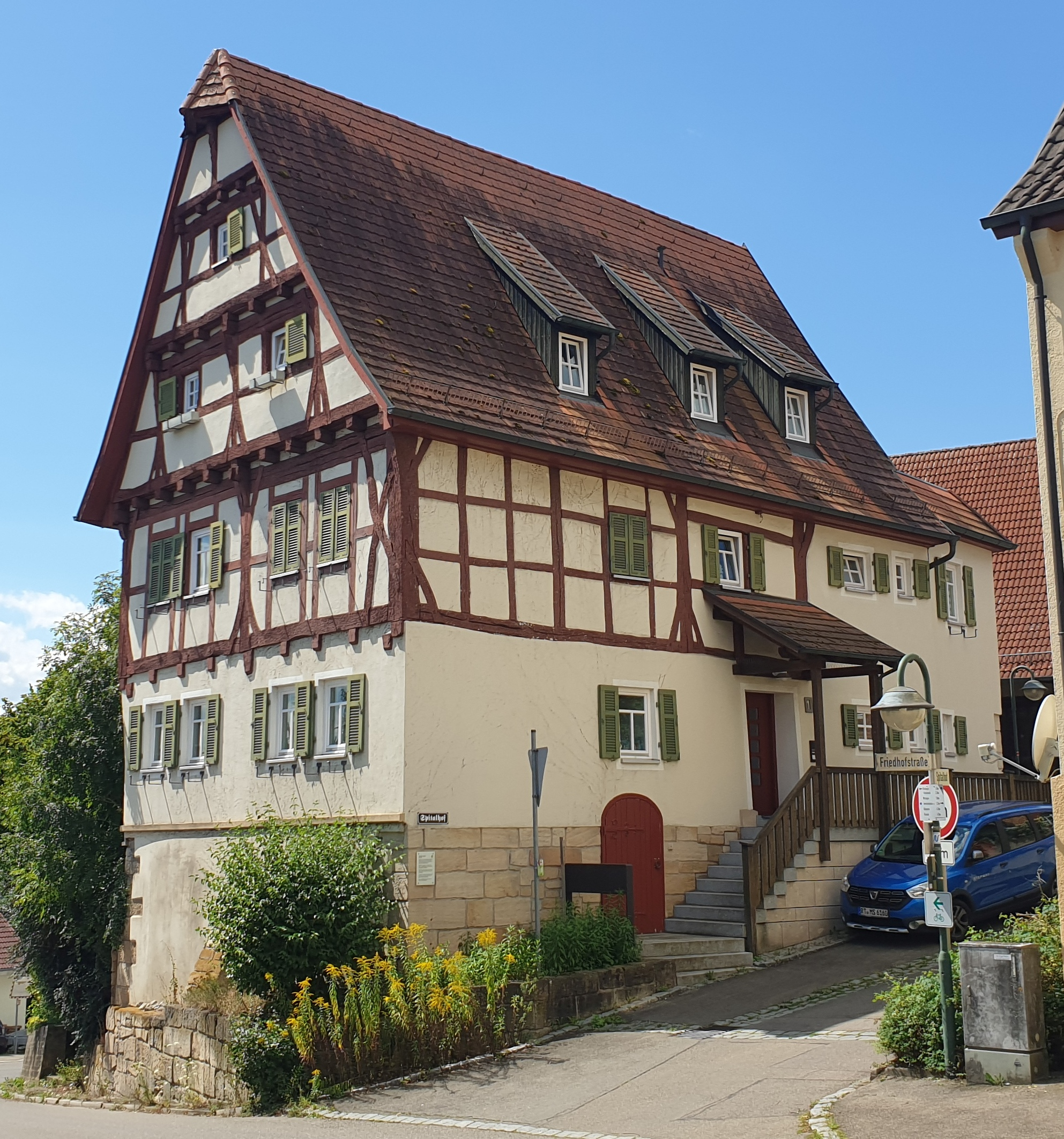
Spitalhof, um 1500 (2024). Im „Spittel“ wohnte der Spitalpfleger, der den Zehnten verwaltete und in der angrenzenden Scheuer lagerte.

Die Einwohnerzahlen sind Volkszählungsergebnisse (¹) oder amtliche Fortschreibungen des Statistischen Landesamtes (nur Hauptwohnsitze). Zahlen vor 1871 stammen aus der gemeindlichen Geschichtsschreibung.
| Stichtag             | Einwohnerzahl |
| -------------------- | ------------- |
| 1608                 | 300           |
| 1. Dezember 1871 ¹   | 2.446         |
| 1. Dezember 1900 ¹   | 2.657         |
| 17. Mai 1939 ¹       | 3.364         |
| 13. September 1950 ¹ | 3.881         |
| 6. Juni 1961 ¹       | 4.341         |
| 27. Mai 1970 ¹       | 5.285         |
| 25. Mai 1987 ¹       | 7.087         |
| 31. Dezember 1991    | 7.853         |
| 31. Dezember 1995    | 8.607         |
| 31. Dezember 2000    | 9.237         |
| 31. Dezember 2005    | 9.536         |
| 31. Dezember 2010    | 9.329         |
| 31. Dezember 2015    | 9.411         |
| 31. Dezember 2020    | 9.786         |

## Religionen

Die Martinskirche in Pliezhausen

Die Martinskirche in Pliezhausen wurde im 11. oder 12. Jahrhundert als romanische Kapelle erbaut; im 16. Jahrhundert wurde sie gotisch umgestaltet. Der ursprüngliche Turm stammt aus dem Jahre 1523, der heutige von 1875. Seit der Einführung der Reformation in Württemberg ist sie evangelisch. Zu dieser Gemeinde gehörte auch die Kirche in Dörnach, das erst spät eine eigene Gemeinde erhielt. Gniebel gehörte ursprünglich zur Kirchengemeinde Walddorf, Rübgarten zur Kirchengemeinde Weil im Schönbuch und erhielt erst im 19. Jahrhundert eine eigene Gemeinde, die seit 1872 vom Pfarramt Gniebel mit betreut wird.
Inzwischen gibt es auch wieder eine römisch-katholische Gemeinde im Ort, zu ihr gehört die St.-Franziskus-Kirche. Außerdem sind die evangelisch-methodistische und die neuapostolische Kirche in Pliezhausen vertreten.

## Politik

### Gemeinderat

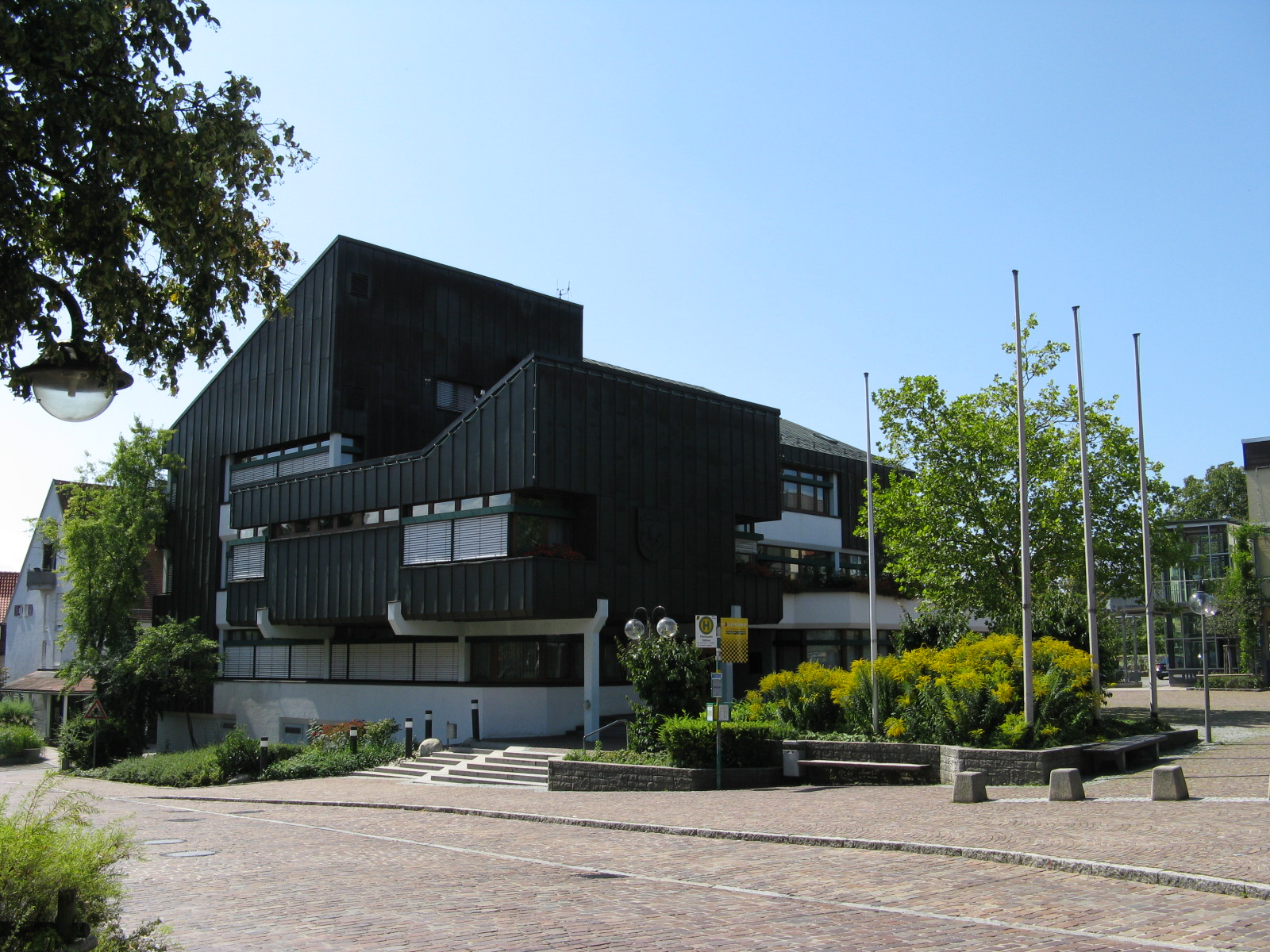
Das Rathaus von Pliezhausen am Marktplatz

In Pliezhausen wird der Gemeinderat nach dem Verfahren der unechten Teilortswahl gewählt. Dabei kann sich die Zahl der Gemeinderäte durch Überhangmandate verändern. Der Gemeinderat in Pliezhausen besteht nach der letzten Wahl aus den 24 gewählten ehrenamtlichen Gemeinderäten und dem Bürgermeister als Vorsitzendem. Der Bürgermeister ist im Gemeinderat stimmberechtigt. Die Kommunalwahl am 9. Juni 2024 führte zu folgendem Ergebnis. 
| Partei/Liste                                      | Stimmenanteil | Sitze | Vergleich 2019  |
| ------------------------------------------------- | ------------- | ----- | --------------- |
| Freie Wählervereinigung (FWV)                     | 25,51 %       | 6     | 35,3 %, 8 Sitze |
| Unabhängige Wählervereinigung (UWV)               | 20,54 %       | 5     | 27,5 %, 6 Sitze |
| Christlich Demokratische Union Deutschlands (CDU) | 16,43 %       | 4     | 15,3 %, 4 Sitze |
| Sozialdemokratische Partei Deutschlands (SPD)     | 14,81 %       | 3     | 9,3 %, 2 Sitze  |
| Kommunale Liste Umweltbewußter Bürger (KLUB)      | 11,83 %       | 3     | 12,6 %, 3 Sitze |
| Alternative für Deutschland (AfD)                 | 10,89 %       | 3     | 0 %, 0 Sitze    |

### Bürgermeister
Der Bürgermeister wird für eine Amtszeit von acht Jahren gewählt. Otwin Brucker war seit dem 10. Januar 1967 Bürgermeister der Gemeinde und damit lange Zeit dienstältester Bürgermeister in Baden-Württemberg.
Im August 2005 stellte Otwin Brucker mit Vollendung des 65. Lebensjahres sein Amt vor Ablauf der Wahlperiode zur Verfügung. Am 18. Juli 2005 wurde Christof Dold als Nachfolger gewählt. Dold wurde Im Juli 2013 mit 92 % und im Juli 2021 mit 88,71 % der Stimmen im Amt bestätigt.

### Wappen
| Wappen der Gemeinde Pliezhausen | Blasonierung: „In Gold (Gelb) unter einer liegenden schwarzen Hirschstange eine aufgerichtete grüne Eichel mit zwei grünen Blättern am grünen Stiel.“ |
| Wappen der Gemeinde Pliezhausen | Wappenbegründung: Nach der Eingliederung von Dörnach und Gniebel vereinigte sich die frühere Gemeinde Pliezhausen am 9. Mai 1975 mit Rübgarten zur neuen Gemeinde Pliezhausen. Wie der Name wurde nachgehends auch das seit 1930 belegte Pliezhausener Wappen von der neuen Gemeinde übernommen. Die württembergische Hirschstange erinnert an die jahrhundertelange gemeinsame Zugehörigkeit aller Ortsteile zu Württemberg, während die Eichel auf die Pliezhausener Waldungen und ihren einstmals großen Eichenbestand hinweist. Das Wappen wurde – gemeinsam mit der Flagge – am 20. Februar 1976 durch das Landratsamt Reutlingen verliehen. |

Wappen der ehemaligen Gemeinden

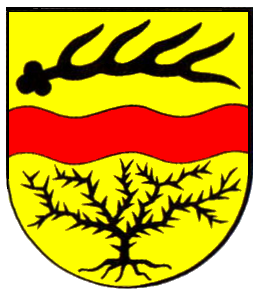
Dörnach
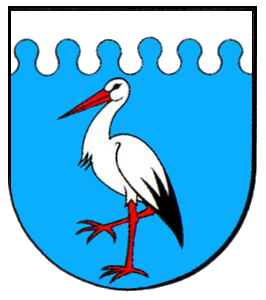
Gniebel
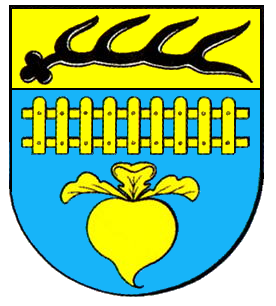
Rübgarten

### Partnerstädte
- Laško in Slowenien, seit 1993
- Canton Pays-Mornantais in Frankreich, umfasst 13 Gemeinden, seit 1998
- Reinsdorf in Sachsen

## Kultur und Sehenswürdigkeiten

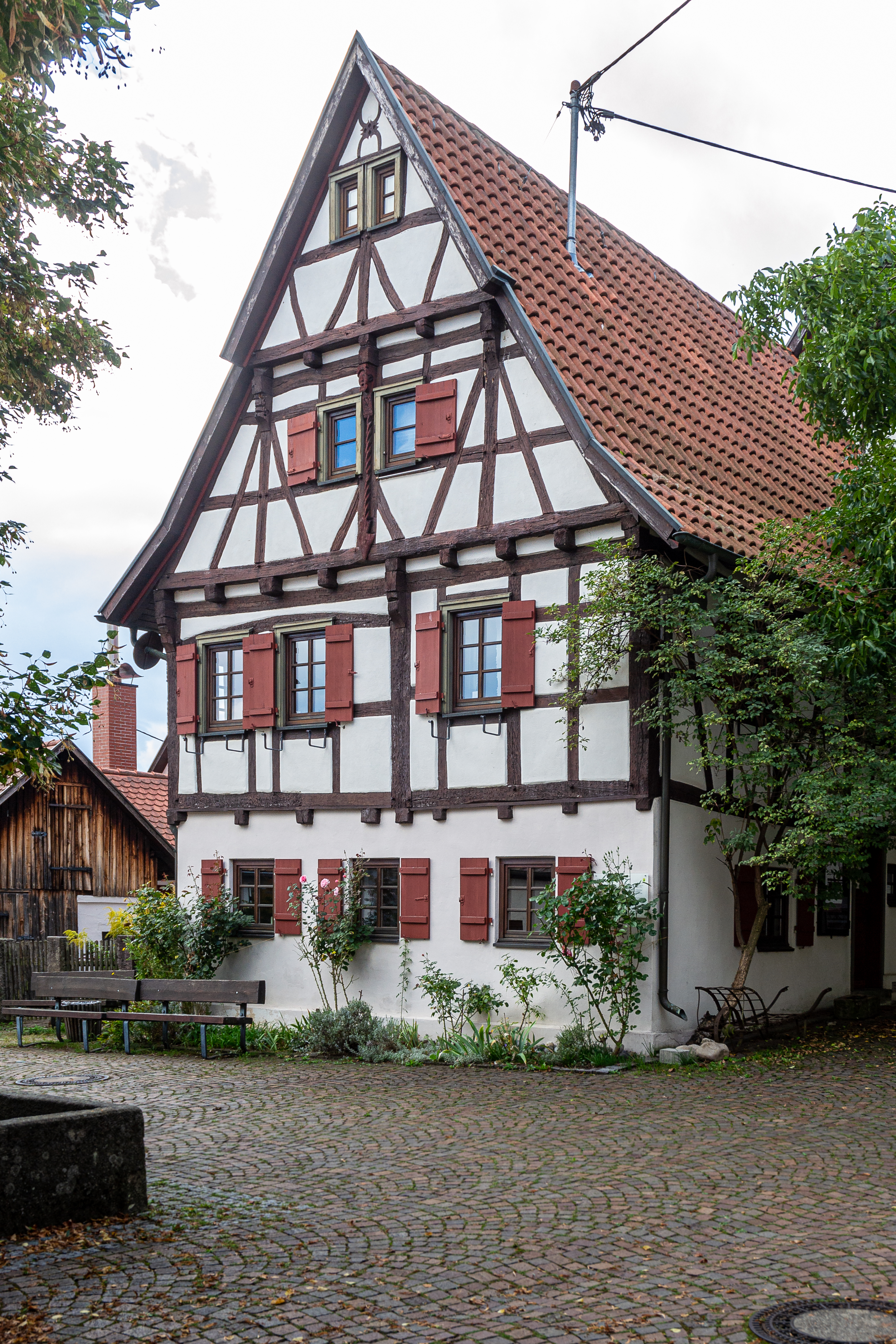
Dorfmuseum „Ahnenhaus“, Entenhof 17

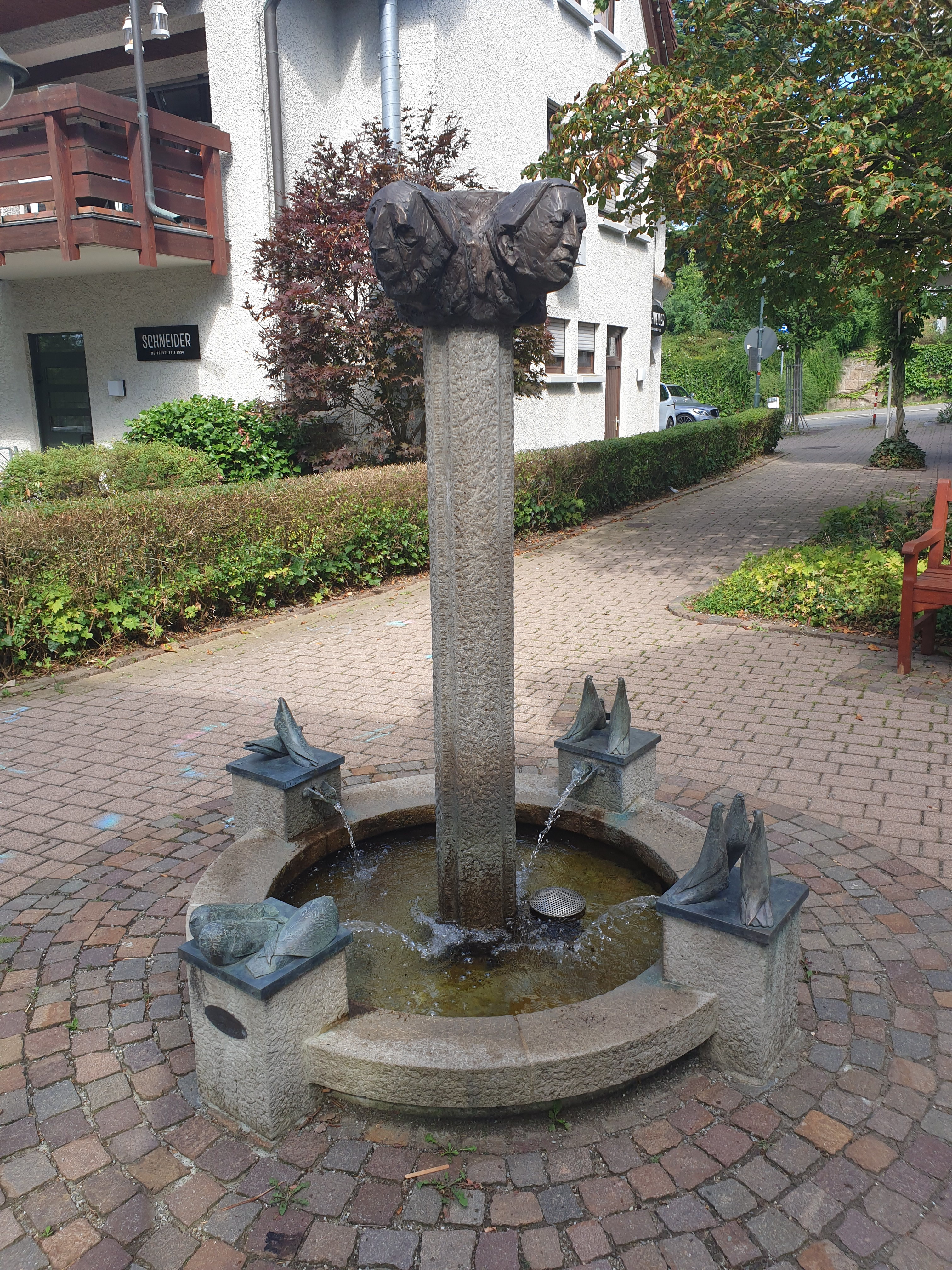
Springbrunnen, Haus am Schulberg (2024)

Die Gemeinde liegt an der Römerstraße Neckar–Alb–Aare und am Neckartal-Radweg, die an vielen Sehenswürdigkeiten vorbeiführen.

### Museen
- Dorfmuseum Ahnenhaus im Entenhof, einem Bauernhaus von 1570 mit Bauerngarten und Backhaus.[14]

### Bauwerke

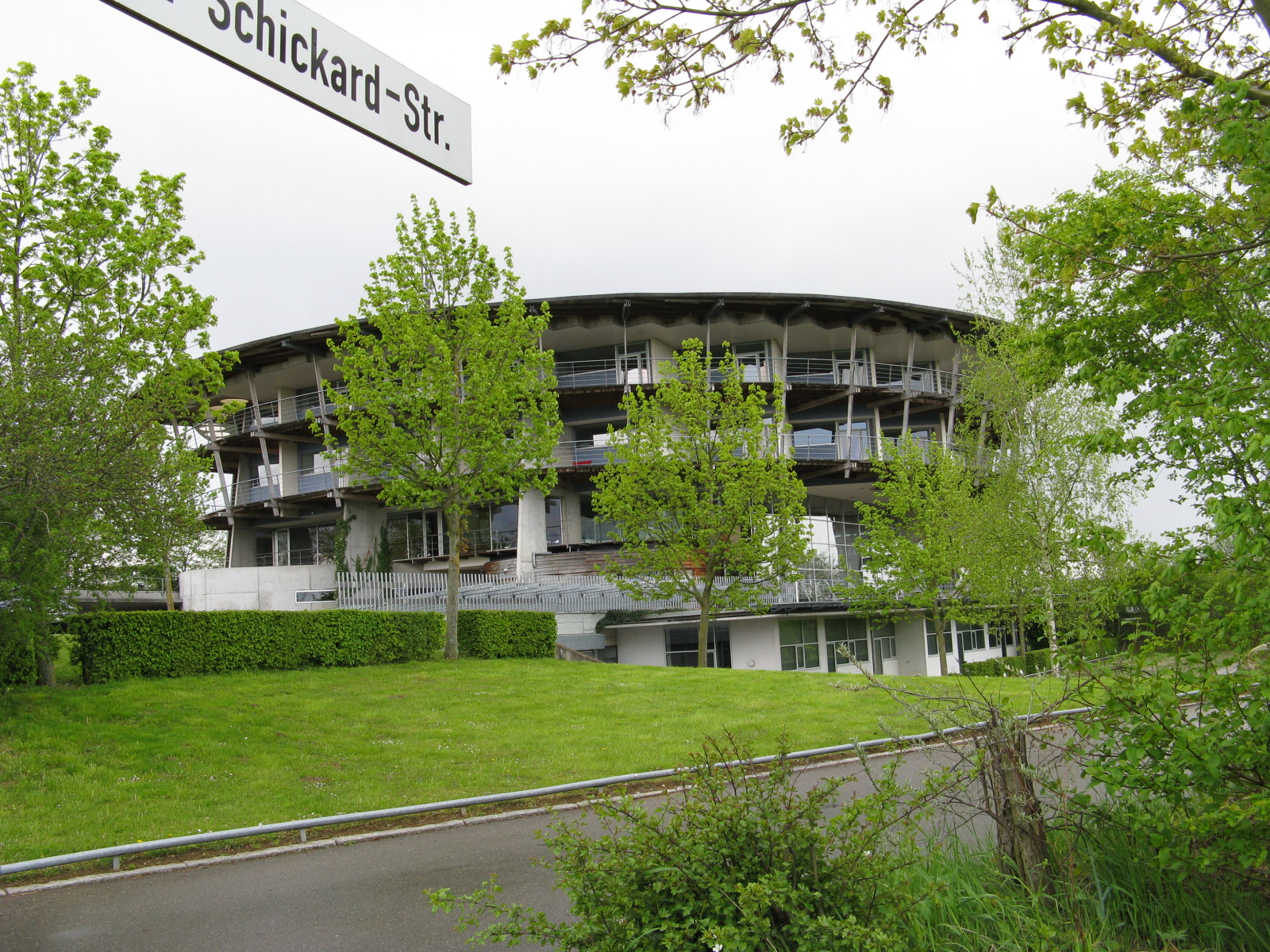
Bürogebäude der Datagroup im Ortsteil Gniebel

- Der Zwei-Eichen-Turm, ein 20 Meter hoher denkmalgeschützter Aussichtsturm, wurde im Jahre 1930 von der Ortsgruppe Pliezhausen des Schwäbischen Albvereins errichtet. Er steht auf 400 m ü. NHN und bietet einen guten Ausblick auf das Neckartal und die Schwäbische Alb.[15]

- Das außergewöhnliche Bürogebäude des IT-Unternehmens Datagroup im Ortsteil Gniebel an der Ausfahrt der Bundesstraße 27 entstand im Jahr 1995. Der Entwurf des Architekturbüros Kauffmann Theilig & Partner erhielt 1997 den Hugo-Häring-Preis. Der Grundriss bedient sich der Kreisform, das Prinzip des Glasdachs entspricht der Dachkonstruktion des Münchner Olympiastadions.

## Wirtschaft und Infrastruktur

### Verkehr
Pliezhausen liegt an der Bundesstraße 297 von Tübingen nach Lorch (Württemberg). Die Ortsteile Gniebel und Rübgarten liegen an der Bundesstraße 27 (Blankenburg (Harz)–Lottstetten), die eine gute Verkehrsanbindung an den Großraum Stuttgart bildet, allerdings täglich durch stockenden Verkehr in Richtung Stuttgart blockiert wird.
Der öffentliche Personennahverkehr wird durch den Verkehrsverbund Neckar-Alb-Donau (Naldo) gewährleistet. Die Gemeinde befindet sich in der Wabe 220. Pliezhausen, Gniebel und Rübgarten sind durch die Buslinie 1 und 3 der Reutlinger Stadtverkehrsgesellschaft an Reutlingen angebunden. An drei Haltestellen in Pliezhausen und Gniebel hält außerdem seit 2003 der Flughafenzubringerbus eXpresso, der auch S-Bahn-Haltestellen im Verkehrs- und Tarifverbund Stuttgart anfährt. Alle Teilorte Pliezhausen, Rübgarten, Dörnach und Gniebel sind durch den Ortsbus Linie 33 miteinander verbunden. In Dörnach verkehrt zudem die Schulbuslinie 105.
Über eine Alltagsradroute aus dem Radnetz Baden-Württemberg ist Pliezhausen über Kirchentellinsfurt mit Tübingen und in der anderen Richtung über Neckartenzlingen mit Nürtingen verbunden. Auf derselben Trasse unterhalb des Ortes verläuft auch der Radfernweg Neckartal-Radweg.

### Bildung
In Pliezhausen gibt es eine Grund-, Haupt- und Realschule (Otwin-Brucker-Schulzentrum). Zudem gibt es in Rübgarten und in Gniebel je eine Grundschule, wobei die Grundschule Gniebel von Kindern der beiden Teilgemeinden Gniebel und Dörnach besucht wird. Außerdem besteht eine Musikschule im Ort. Für die jüngsten Einwohner existieren im Ort sieben Kindergärten.

## Persönlichkeiten

### Söhne und Töchter der Gemeinde
- Pauline Krone (1859–1945), geboren in Gniebel, Schriftstellerin und Philanthropin in Bötzingen und Tübingen
- Wilhelm Wandel (1875–1931), württembergischer Oberamtmann
- Siegfried Hermelink (1914–1975), geboren in Gniebel, Professor für Musikwissenschaft und Universitätsmusikdirektor
- Paul Zimmermann (* 1939), Kunstschmied und Metallbildhauer

### Persönlichkeiten, die im Ort leben oder gelebt haben
- Otwin Brucker (* 1940), Bürgermeister von 1967 bis 2005, Präsident des Gemeindetages
- Martin Born (1943–2007), Journalist
- Beate Müller-Gemmeke (* 1960), Bundestagsabgeordnete von Bündnis 90/Die Grünen